# Cantón de Saint-Avertin
El cantón de Saint-Avertin era una división administrativa francesa, que estaba situada en el departamento de Indre y Loira y la región de Centro-Valle de Loira.

## Composición
El cantón estaba formado por la comuna que le daba su nombre:
- Saint-Avertin

## Supresión del cantón de Saint-Avertin
En aplicación del Decreto n.º 2014-179 de 18 de febrero de 2014, el cantón de Saint-Avertin fue suprimido el 22 de marzo de 2015 y su comuna pasó a formar parte del nuevo cantón de Saint-Pierre-des-Corps.